# Eutrichota cameroni
Eutrichota cameroni este o specie de muște din genul Eutrichota, familia Anthomyiidae. A fost descrisă pentru prima dată de Malloch în anul 1936. Conform Catalogue of Life specia Eutrichota cameroni nu are subspecii cunoscute.